# Pate (ville)
Pour les articles homonymes, voir Pate.
Pate est une localité de l'île du même nom sur la « côte nord » du Kenya et à environ 85 kilomètres de la frontière somalienne.
Le site est localisé au fond d'un chenal maritime naturel de 6 kilomètres parcourant la mangrove de Chongoni et menant à l'océan Indien.

## Histoire
L'île est habitée par une population swahilie depuis au moins le VIIe siècle. Selon le mythe fondateur rapporté dans la chronique de Pate, le sultanat de Pate aurait été fondé par des réfugiés d'Oman en 1203. C'est à cette époque qu'aurait été fondée la dynastie Nabhani. Toutefois les travaux historiques et archéologiques ont démontré que la cité est beaucoup plus ancienne et que la dynastie Nabhani prend le pouvoir bien plus tard, probablement au XVIIe siècle et au plus tard vers 1688. L'île devient un centre de première importance au XVIe siècle et reste un centre de culture important du monde swahili. L'île est subjuguée par la dynastie omanaise des Busaidi, établie à Zanzibar, au XIXe siècle.
| Date        | Sultan                          | Info     |
| ----------- | ------------------------------- | -------- |
| 1688 à 1713 | Bwana Mkuu                      |          |
| 1713 à 17?? | Bwana Tamu                      |          |
| 1779 à 1809 | Fumo Madi ibn Abi Bakr          |          |
| 1809 à 1813 | Ahmad ibn Shaykh                |          |
| 1813 à 1818 | Fumo Luti Kipunga ibn Fumo Madi |          |
| 1818 à 18?? | Fumo Luti ibn Ahmad             |          |
| 18?? à 1823 | Bwana Shaykh ibn Fumo Madi      | 1re fois |
| 1823 à 18?? | Bwana Waziri ibn Bwana Tamu     | 1re fois |
| 18?? à 18?? | Bwana Shaykh ibn Fumo Madi      | 2de fois |
| 18?? à 1830 | Bwana Waziri ibn Bwana Tamu     | 2de fois |
| 1830 à 1840 | Fumo Bakari ibn Shaykh          |          |
| 1840 à 1856 | Ahmad ibn Fumo Bakari           |          |
| 1856 à 1858 | Ahmad Simba Balla ibn Fumo Luti |          |
| 1858 à 1870 | Shaykh Muhammad                 |          |
| 1870        | abolition du sultanat           |          |

## Situation actuelle
Son âge d'or étant désormais loin derrière elle, Pate est aujourd'hui une ville isolée. Aucun véhicule à moteur n'y est présent, et les infrastructures urbaines sont rudimentaires. Les troubles dus à la proximité de la frontière somalienne n'aident pas le tourisme et le commerce.